# Bojna Njiva
Bojna Njiva este un sat din comuna Mojkovac, Muntenegru. Conform datelor de la recensământul din 2003, localitatea are 362 de locuitori (la recensământul din 1991 erau 389 de locuitori).

## Demografie
În satul Bojna Njiva locuiesc 235 de persoane adulte, iar vârsta medie a populației este de 30,7 de ani (30,9 la bărbați și 30,6 la femei). În localitate sunt 87 de gospodării, iar numărul mediu de membri în gospodărie este de 4,16.
Populația localității este foarte eterogenă.
|  |

| Demografie | Demografie | Demografie |
| An         | Locuitori  | Locuitori  |
| ---------- | ---------- | ---------- |
|            |            |            |
|            |            |            |
|            |            |            |
|            |            |            |
| 1948       | 40         |            |
| 1953       | 98         |            |
| 1961       | 169        |            |
| 1971       | 235        |            |
| 1981       | 342        |            |
| 1991       | 389        | 386        |
| 2003       | 363        | 362        |

| \| Componența etnică conform recensământului din 2003[2] \| Componența etnică conform recensământului din 2003[2] \| Componența etnică conform recensământului din 2003[2] \| Componența etnică conform recensământului din 2003[2] \| Componența etnică conform recensământului din 2003[2] \| \| ----------------------------------------------------- \| ----------------------------------------------------- \| ----------------------------------------------------- \| ----------------------------------------------------- \| ----------------------------------------------------- \| \| \| \| \| \| \| \| Muntenegreni \| Muntenegreni \| \| 198 \| 54,69% \| \| Sârbi \| Sârbi \| \| 163 \| 45,02% \| \| necunoscută \| necunoscută \| \| 0 \| 0% \| |              |  |     |        |
| Componența etnică conform recensământului din 2003 |              |  |     |        |
| |              |  |     |        |
| Muntenegreni | Muntenegreni |  | 198 | 54,69% |
| Sârbi | Sârbi        |  | 163 | 45,02% |
| necunoscută | necunoscută  |  | 0   | 0%     |